# Fontanna Prozerpiny w Poznaniu

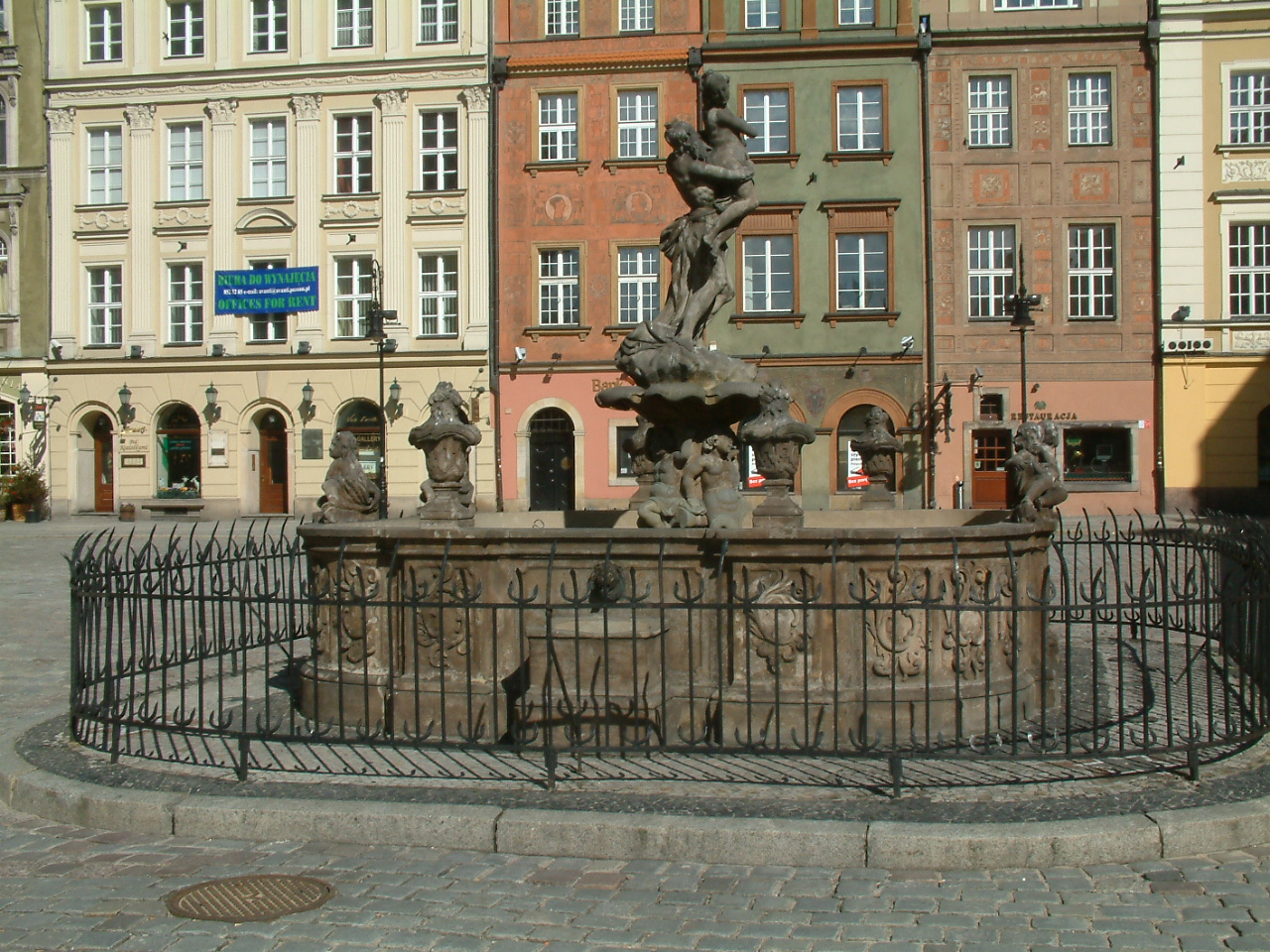
Fontanna Prozepiny

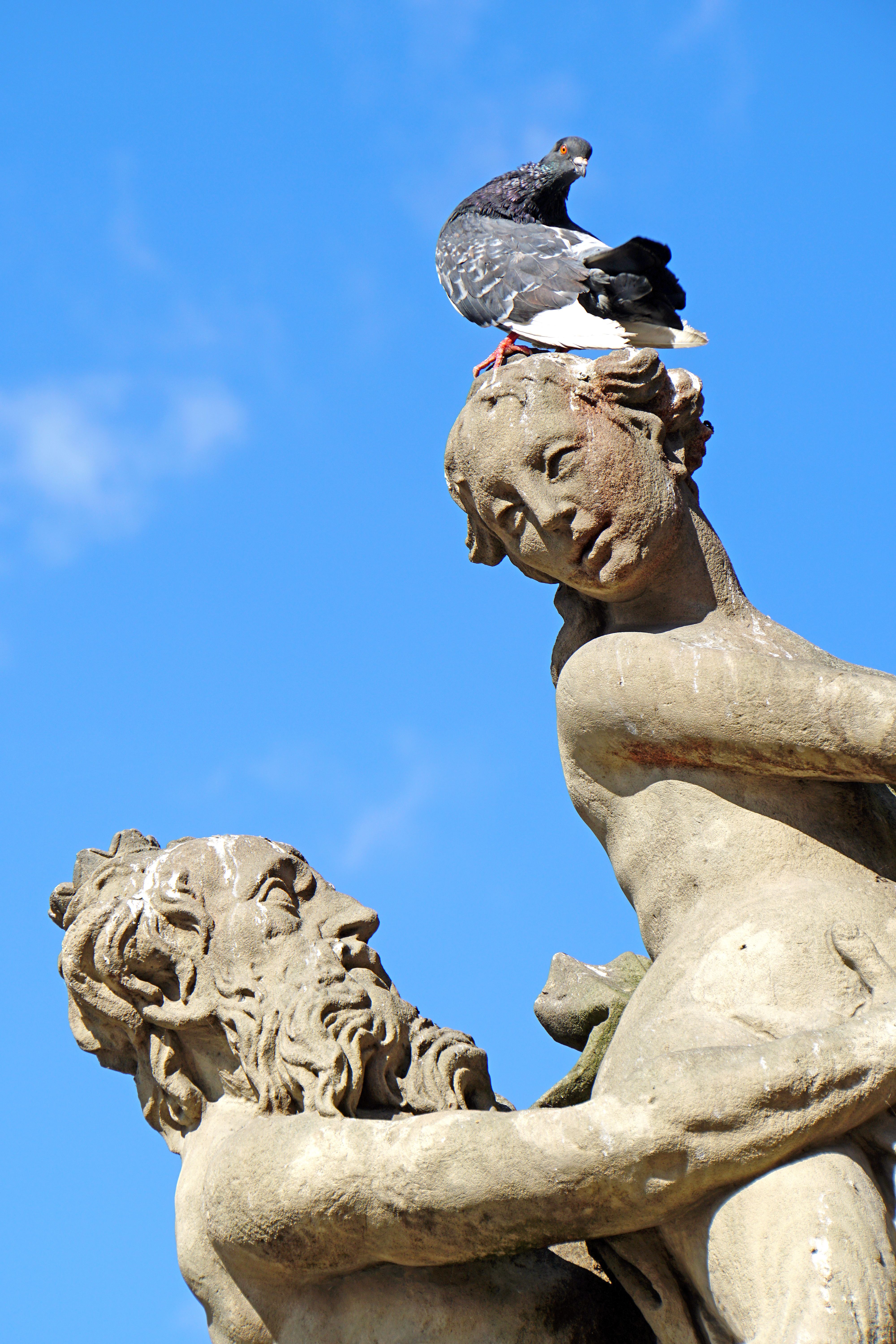
Fontanna Prozerpiny (detal)

Fontanna Prozerpiny – jedna z czterech fontann na Starym Rynku w Poznaniu, zlokalizowana przed Ratuszem.
Pierwsze wzmianki o studniach na Starym Rynku pochodzą z 1568 roku, gdy zamówiono u rzeźbiarza Michela Fleischera z Legnicy drewniane figury lwa i jelenia przeznaczone dla studni przed ratuszem oraz kamienicą nr 54. Figury te zostały zastąpione w 1615 roku figurami Apolla, Jowisza, Marsa i Neptuna, wykonanymi przez rzeźbiarza Krzysztofa Redlla.
W 1758 roku rajcowie miejscy zlecili Augustynowi Schöpsowi wykonanie fontanny. Fontanna została ukończona w 1766 roku. Augustyn Schöps wykonał ją z piaskowca w stylu barokowym, nawiązując do mitologii greckiej. Rzeźba ilustruje scenę porwania Prozerpiny przez władcę podziemi. Cztery płaskorzeźby na ścianach basenu przedstawiają żywioły: ogień, powietrze, wodę i ziemię, a towarzyszy im herb miasta.
W latach 90. XX wieku fontanna została odrestaurowana.
15 maja 2010 została uszkodzona przez kibiców Lecha Poznań świętujących tytuł Mistrza Polski. Po miesiącu została odrestaurowana. Fundusze na naprawę zebrali sami kibice.
Zobacz też trzy pozostałe staromiejskie fontanny:
- Fontanna Apolla
- Fontanna Marsa
- Fontanna Neptuna